# Hartland (Royaume-Uni)
Pour les articles homonymes, voir Hartland.

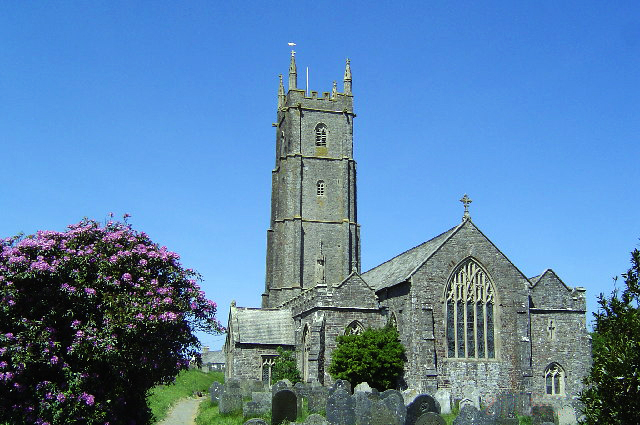
L'église de Saint Nectan à Stoke

La ville de Hartland, qui comprend le hameau de Stoke à l'ouest et le village de Meddon au sud, est la région la plus au nord-ouest du comté du Devon en Angleterre.
Maintenant une petite ville qui servit du centre pour un voisinage rural et qui a du tourisme mineur, jusqu'à l'époque de la Maison Tudor Hartland était un port important. Elle est située près du promontoire de Hartland Point (en) où se trouve le phare, où la direction de la côte du Devon change de faire face au nord vers le Canal de Bristol à faire face à l'ouest vers l'Océan Atlantique. Le port de la ville, Hartland Quay, se trouve au sud de la pointe, et est trop petit pour la navigation moderne depuis longtemps. La haute tour de l'église de Saint Nectan à Stoke reste un point de repère significatif pour les bateaux dans le Canal de Bristol.
Hartland est un centre commode pour faire à pied certaines parties du South West Coast Path, et la côte sauvage autour de la pointe est parmi la plus spectaculaire sur le sentier, avec des vues excellentes à l'île de Lundy. Entre novembre et mars, la Lundy Company dirige son service d'hélicoptère de Hartland Point à Lundy.

## Communications
Hartland est bien situé à proximité du South West Coast Path, et la côte sauvage autour de la pointe est parmi le paysage le plus spectaculaire du sentier entier, avec des vues excellentes de l'île de Lundy. Hartland est desservi par un bus peu fréquent dirigé par le conseil, qui le relie à Bideford et Barnstaple.

## Histoire et bâtiments éminents
Autrefois, la ville s'appelait Harton et était un borough, aboli en 1886. Pendant l'époque médiévale, il y avait une abbaye importante, Hartland Abbey, où le lieu saint de Saint Nectan a été vénéré. Hartland Abbey et l'église paroissiale se situent dans le hameau de Stoke, à trois kilomètres de Hartland.

### Hartland Abbey
L'abbaye a été fondée au milieu du XIe siècle ; elle a été aménagée en abbaye Augustine en 1189. Après la dissolution de l'abbaye sous le règne d'Henri VIII, elle a été acquise par Sir William Abbott, qui a aménagé le logement de l'abbé en manoir. La maison actuelle comprend quelques éléments de l'époque de la Maison Tudor, mais elle est principalement l'aile qui a été ajoutée à la maison d'alors en 1705. Des transformations supplémentaires ont été apportées à la maison vers 1860. Les jardins ont été dessinés par Gertrude Jekyll.

### Églises
L'église paroissiale de Saint Nectan a la plus haute tour du Devon (39 m), construite dans un style gothique. L'église est grande (en faisant 42 m de long) et elle a été construite au milieu du XIXe siècle. Parmi les particularités plus éminentes se trouvent les beaux fonts baptismaux romans et le jubé (le plus beau de la région). Il y a plusieurs monuments - un coffre complexe pour une tombe médiévale, un petit monument en cuivre (créé en 1610) et un couvercle marqueté du métal pour une tombe dans le cimetière (créé en 1618).

## L'origine du nom
Le nom Hartland dérive sans doute du mot anglo-saxon hart pour un cerf, et il est donc surprenant qu'il ne soit pas plus commun en Angleterre. Les villes de pays anglophones qui s'appellent Hartland témoignent probablement de l'importance historique de Hartland, plutôt qu'être les dérivations indépendantes, puisque le mot hart étant tombé en désuétude avant la découverte européenne du Nouveau Monde.
Autrefois, la ville s'appelait Harton et était un borough, aboli en 1886.

## Jumelage
Plozévet (France)